# Linus Torvalds

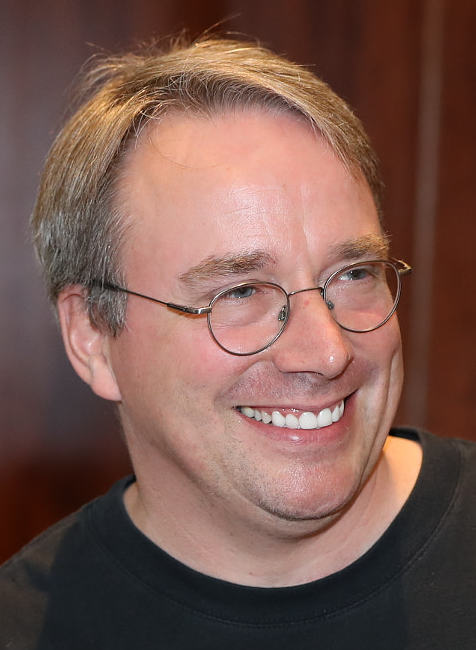
Linus Torvalds (2018)

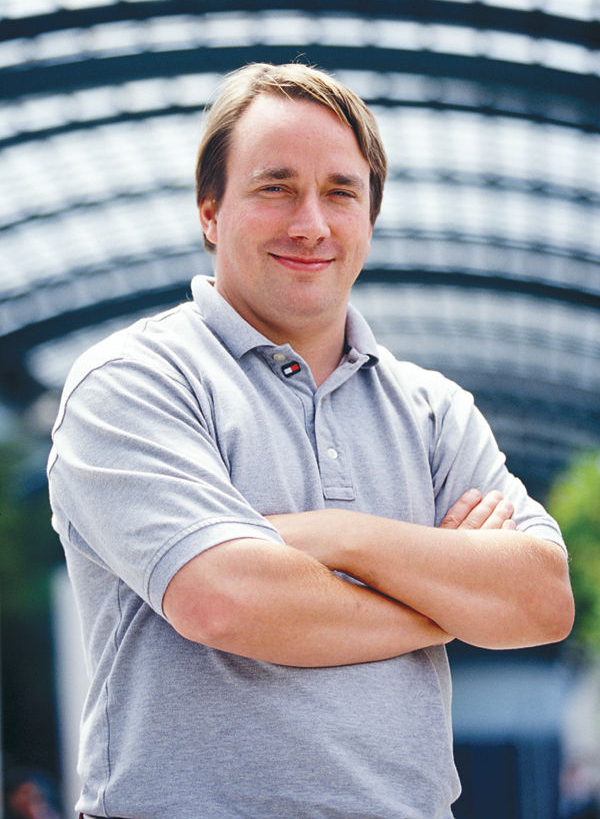
Linus Torvalds (2002)

Linus Benedict Torvalds ([ˈliːnɵs ˈtuːrvals] ⓘ; * 28. Dezember 1969 in Helsinki) ist ein finnisch-US-amerikanischer Informatiker und Software-Entwickler. Torvalds ist der Initiator sowie die treibende Kraft bei der Entwicklung des Linux-Kernels, dessen Entwicklung er bis heute koordiniert. Außerdem ist er der Erfinder des Versionsverwaltungssystems Git.

## Leben

### Kindheit und Jugend
Linus Benedict Torvalds wurde am 28. Dezember 1969 in Helsinki als erstes Kind von Anna und Nils Torvalds geboren. Zum Zeitpunkt seiner Geburt waren seine Eltern noch Studenten an der Universität Helsinki und aktiv in der Studentenbewegung der 1960er Jahre. Kurze Zeit später begann seine Mutter als Übersetzerin bei der finnischen Nachrichtenagentur STT zu arbeiten, während sein Vater den Wehrdienst antrat. Heute ist Nils Torvalds Mitglied des Europaparlaments, nachdem er als Fernseh- und Rundfunkjournalist pensioniert wurde (Stand Dezember 2022). Anna Torvalds arbeitet als Grafikerin. Die Familie gehört zur schwedischsprachigen Minderheit, der Großvater väterlicherseits war der Journalist und Dichter Ole Torvalds, mütterlicherseits der Statistikprofessor Leo Waldemar Törnqvist. 16 Monate nach der Geburt Linus Torvalds wurde 1971 seine Schwester Sara geboren. Als er sieben Jahre alt war, ließen sich seine Eltern scheiden. Zwei Jahre später kam väterlicherseits sein neun Jahre jüngerer Halbbruder Leo Torvalds zur Welt. Zwei weitere Halbbrüder sollten folgen, allerdings erst zu einem Zeitpunkt, als Torvalds selbst schon Vater war.
Linus Torvalds ist nach dem Chemiker Linus Carl Pauling benannt. Der Familienname Torvalds ist sehr selten. Laut eigenen Angaben ist Linus Torvalds mit allen Torvalds weltweit verwandt. Der Grund dafür ist bei seinem Großvater väterlicherseits, Ole Torvald Elis Saxberg Karanko, zu finden. Der nahm seinen zweiten Vornamen, der „Thors Reich“ bedeutet, hängte ihm einfach ein „s“ an und machte ihn zum Familiennamen. Da es diesen Namen sonst nicht gab, wird er heute von niemandem außer den direkten Abkömmlingen Ole Torvalds getragen.

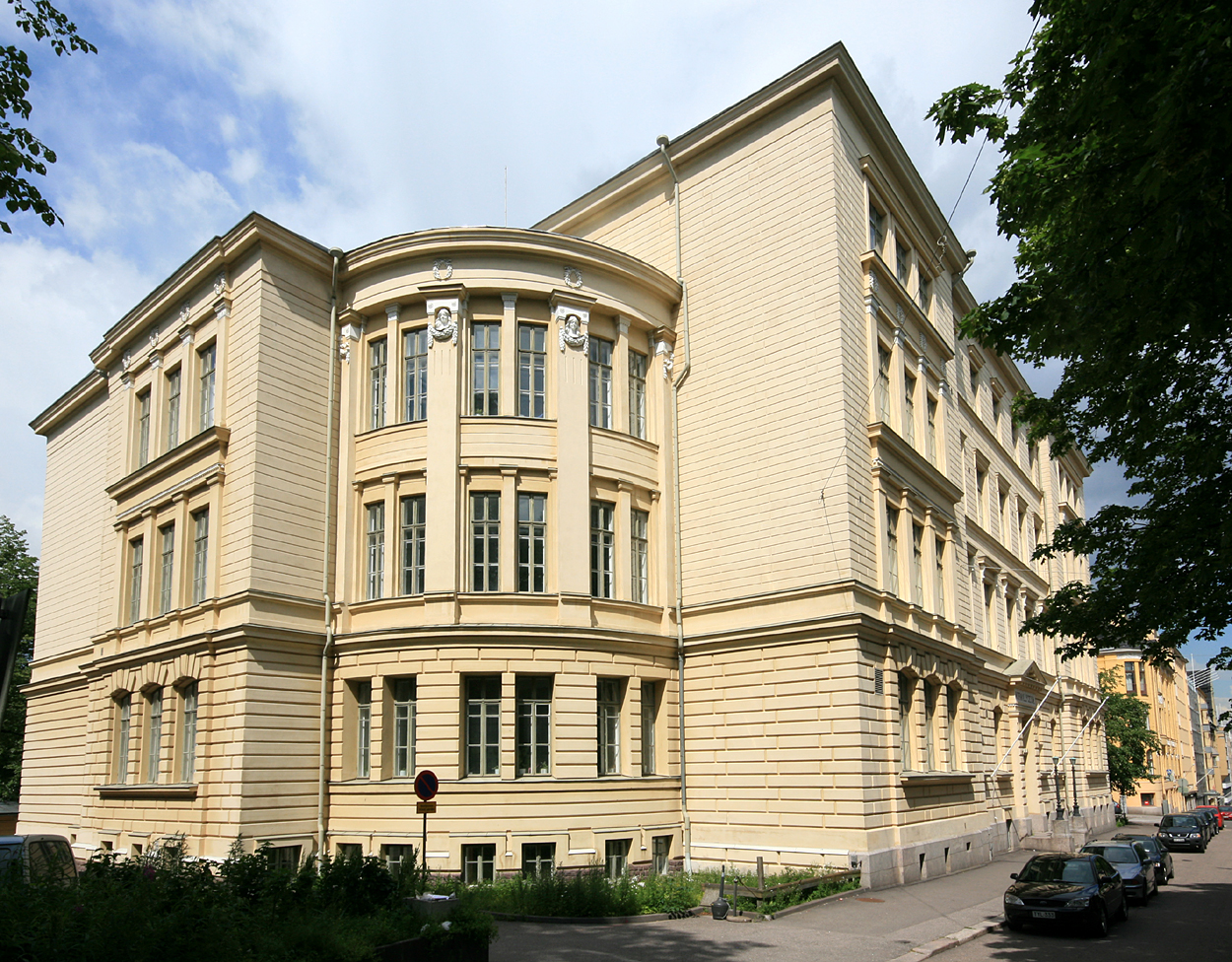
Gymnasiet Svenska normallyceum: die Schule, die Torvalds besuchte

Torvalds wuchs im Helsinkier Stadtteil Punavuori auf. Er beschreibt sich selbst als hässliches Kind, zu große Schneidezähne, zu große Nase, kein Geschmack in Sachen Kleidung. Er hatte wenig Interesse an Sport und beschäftigte sich in seiner Freizeit mit Modellbau und las Horror- und Science-Fiction-Bücher.

„Ich war ein Freak. Ein Nerd. Ein Geek. Praktisch von klein auf. Ich habe meine Brille nicht mit Klebeband zusammengehalten, aber ich hätte es ebenso gut tun können, denn alle anderen Merkmale waren vorhanden. Gut in Mathe, gut in Physik, null soziale Kompetenz.“

Durch seinen Geburtstag am Jahresende war er zudem immer der Jüngste in der Klasse. Er besuchte die schwedischsprachige Cygnaeus-Grundschule in Punavuori und später das Schwedische Allgemeingymnasium in Kruununhaka.
Ersten Kontakt mit Computern bekam Linus Torvalds im Alter von elf Jahren, als sein Großvater Leo Törnqvist einen Commodore VC 20 für seine mathematischen Berechnungen kaufte. Die kleinen BASIC-Programme, die er dafür auf Papier entwarf, ließ er durch seinen Enkel eintippen. Anfangs verstand dieser noch nicht, was er da eigentlich tippte, doch schon bald begann er, Computer-Handbücher zu lesen und deren Beispielprogramme wie hello world und einfache Spiele auszuprobieren. Als Leo Törnqvist 1983 starb, erhielt Torvalds den Computer. Durch eine Computerzeitschrift lernte er schließlich, dass sich die Möglichkeiten des Computers durch Programmierung in Assemblersprache und direkte Nutzung von Maschinencode viel besser steuern ließen.

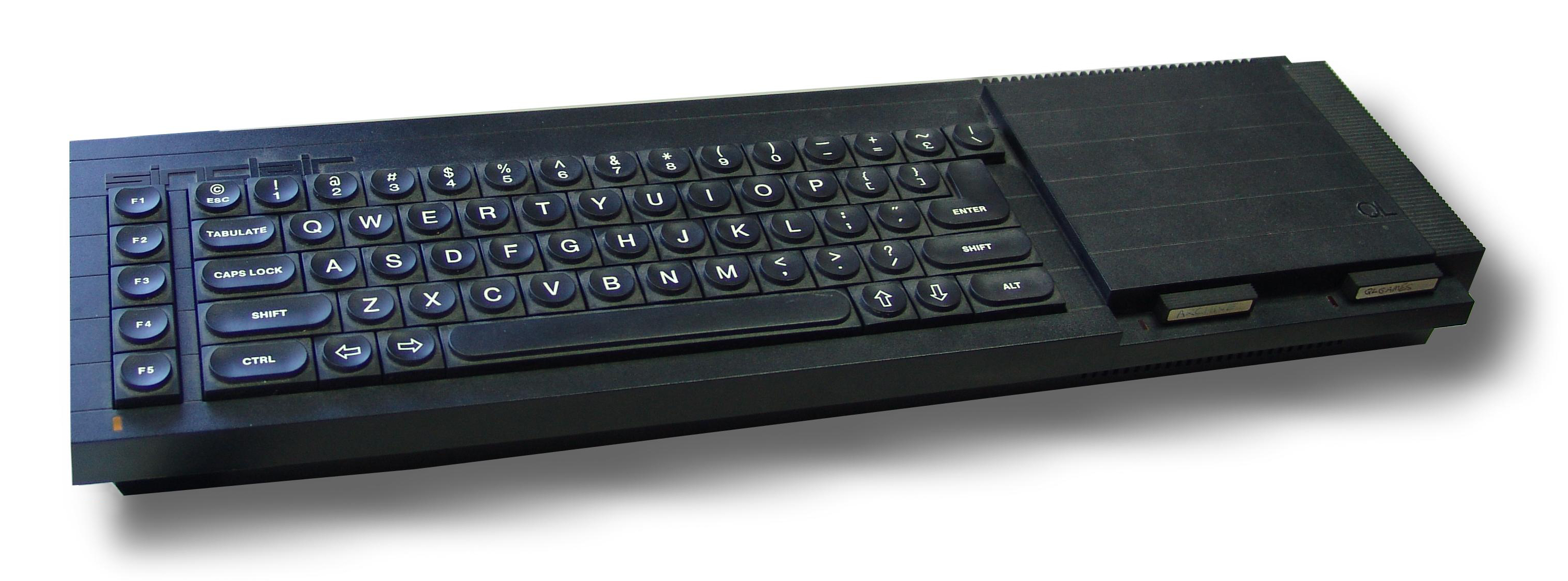
Auf einem Sinclair QL machte Torvalds seine ersten ernsthaften Programmiererfahrungen, unter anderem disassemblierte er das Betriebssystem QDOS und programmierte einen eigenen Floppy-Controller.

Um 1987 kaufte sich Linus Torvalds mit Geld, das er durch Stipendien, Ferienjobs und einen Kredit seines Vaters erhalten hatte, einen neuen Heimcomputer, einen Sinclair QL mit 128 Kilobyte Speicher und einem 68008-Prozessor, dessen damals einzigartige Fähigkeit des präemptiven Multitaskings ihn faszinierte. Er installierte ein Forth-System und begann, eigene Programmiertools zu entwickeln. Zusätzlich legte er sich einen Floppy-Controller zu, um nicht auf die unzuverlässigen Microdrives des Sinclairs angewiesen zu sein. Allerdings war er mit dem Treiber des Controllers nicht zufrieden und schrieb daher einen eigenen. Dabei entdeckte er einige Fehler im Betriebssystem Sinclair QDOS, worauf er sich näher mit dessen Disassemblierung beschäftigte und so nicht nur die Architektur des Betriebssystems verstehen lernte, sondern auch dessen Unzulänglichkeiten aufdeckte. Einige der Programme, die Torvalds in dieser Zeit entwickelte, sandte er auch zur Veröffentlichung an Computermagazine, unter anderem ein Spiel, das aber wegen seiner Programmierung in Assembler nicht abgedruckt wurde.

### Universität
1988 schloss Linus Torvalds mit dem Studentexamen seine Ausbildung am Gymnasium erfolgreich ab und begann sein Studium an der Universität Helsinki, die er aufgrund ihrer theoretischen Ausbildung der eher praktisch ausgerichteten Technischen Universität Helsinki vorzog. Anfangs hatte er noch kein Hauptfach. Danach entschied er sich für ein Informatik-Studium mit den Nebenfächern Physik und Mathematik. Während er im ersten Studienjahr noch alle notwendigen Leistungsnachweise erbrachte, wurden danach andere Dinge wichtiger, weshalb er erst acht Jahre später im Frühjahr 1996 die letzte für den Abschluss erforderliche Prüfung ablegte.
Nach seinem ersten Studienjahr leistete Torvalds seinen Wehrdienst, indem er für elf Monate bis zum 7. Mai 1990 als Leutnant der Reserve zur finnischen Armee ging, wo er in seiner Gruppe für die Feuerleitung zuständig war. Da sein Computer nach eigenen Aussagen nicht mehr „auf der Höhe der Zeit“ war, beschäftigte er sich bis zum Beginn des nächsten Semesters im Herbst mit den Plänen, wie sein nächster Computer aussehen sollte.
Im Herbst 1990 entschied die Universität Helsinki, ihren DEC-VAX-Rechner mit VMS-Betriebssystem durch das neuere Modell MicroVAX mit Ultrix zu ersetzen, dem Unix-System für VAX-Rechner. Um sich auf die Vorlesungen für Unix vorzubereiten, legte sich Torvalds das Buch Operating Systems Design and Implementation von Andrew S. Tanenbaum zu. In diesem Buch beschreibt Tanenbaum die Prinzipien eines Betriebssystems und anhand des von ihm entwickelten Unix-Klons Minix dessen Aufbau und Möglichkeiten. Torvalds bezeichnet es als jenes Buch, das sein Leben veränderte und ihn bis heute motiviert.
Am 2. Januar 1991 bestellte Linus Torvalds seinen ersten PC, einen 386er IBM-PC, der ihn 18.000 Finnmark kostete, umgerechnet etwa 3.300 Euro. Da er jedoch nicht so viel Geld besaß, zahlte er ein Drittel des Preises an und plante, den Rest in Ratenzahlungen über die nächsten drei Jahre zu begleichen. Tatsächlich musste er sich nur bis zum Herbst 1992 um die Aufbringung der Raten kümmern, denn zu diesem Zeitpunkt spendeten Linux-Nutzer aus aller Welt den noch offenen Betrag. Drei Tage nach der Bestellung durfte er das fertig zusammengebaute Gerät abholen, das allerdings nur ein abgespecktes DOS installiert hatte. Torvalds hatte bereits Minix bestellt, dessen Lieferung nach Finnland dauerte allerdings einen Monat.

### Die Anfänge von Linux
Nach der Lieferung von Minix verbrachte Torvalds einen Monat damit, sich mit dem System vertraut zu machen. Dabei lernte er auch viele Schwachstellen von Minix kennen, das von Tanenbaum vor allem für Lehrzwecke entwickelt wurde. Besonders frustriert war Torvalds von der Terminal-Emulation, die er brauchte, um sich am Universitätscomputer einzuloggen und online zu gehen. Es war Winter, eine Jahreszeit, die laut Torvalds in Finnland nicht für das Verlassen der Wohnung geeignet ist. Deshalb beschloss er, einen eigenen Terminal-Emulator auf Hardwareebene zu schreiben. Dieser sollte mit zwei Threads, jeweils unterstützt von einer Pipe, durch Taskwechsel gesteuert arbeiten.
Nach einem Monat war Torvalds so weit in die Grundlagen eingearbeitet, dass er ein erstes Testprogramm für Taskwechsel entwickeln konnte. Wenig später war die Terminal-Emulation so weit, dass er sich damit auf den Uni-Computer und ins Internet verbinden konnte. Bald taten sich aber neue Anforderungen an das Programm auf. So konnte er damit zwar E-Mails lesen und in Newsgroups diskutieren, die Möglichkeit, Dateien herunter- oder hinaufzuladen, fehlte jedoch, da der Emulator dazu Treiber für die Festplatte und das Dateisystem benötigte. Da ihn die Vorlesungen des aktuellen Semesters unterforderten, entschloss er sich, den Emulator zu erweitern und entwickelte erst einen Festplattentreiber und danach einen mit Minix kompatiblen Dateisystemtreiber. Sein Emulator nahm betriebssystemähnliche Züge an.
Am 3. Juli 1991 postete er in der Minix-Newsgroup eine Anfrage nach einer lesbaren Version der POSIX-Spezifikationen. Dieses Posting machte einige Leute auf Torvalds Arbeit aufmerksam. Ari Lemmke, der als Assistent an der technischen Universität von Helsinki arbeitete, kontaktierte Torvalds mit dem Angebot, ihm für das Betriebssystem, an dem er offensichtlich arbeite, Platz auf dem FTP-Server der Universität zur Verfügung zu stellen, damit die Öffentlichkeit darauf Zugriff habe.

Tux, das Linux-Maskottchen

Am 25. August 1991 verkündete Torvalds schließlich in der Newsgroup comp.os.minix, er arbeite an einem freien Betriebssystem. Wenige Tage später, am 17. September 1991, war auch die Shell für sein Betriebssystem funktionstüchtig, und Torvalds stellte den Kernel, der zu diesem Zeitpunkt nur 10.000 Zeilen Quellcode besaß, mit der Versionsnummer 0.01 online. Seinen Namen erhielt Linux von Ari Lemmke, der den von Torvalds geplanten Namen Freax nicht mochte und den FTP-Ordner kurzerhand Linux nannte, einen Namen, den Torvalds zuvor nur intern für sich verwendet hatte.
Anfang Oktober gab Torvalds Version 0.02 frei. Diese kündigte er im Gegensatz zur ersten Version, über die er nur einige Bekannte per Mail informiert hatte, auch in der Newsgroup an. In den nächsten Monaten verarbeitete er viele der Anregungen und Wünsche, die er durch diese Bekanntgabe erhielt.
Anfänglich war die kommerzielle Verwertung von Linux nicht erlaubt. Dann ging Torvalds im Herbst 1991 mit Lars Wirzenius, dem einzigen anderen schwedischsprachigen Informatik-Studenten an der Universität Helsinki, zu einem Vortrag von Richard Stallman über das GNU-Projekt. Als sich der Bekanntheitsgrad von Linux steigerte und immer mehr Leute von Minix auf Linux wechselten, kündigte er im Januar 1992 an, das Projekt bald unter die GPL zu stellen. Im gleichen Monat fand zwischen ihm und Andrew Tanenbaum unter dem Titel Linux is obsolete (dt. Linux ist überholt) eine mittlerweile berühmte Auseinandersetzung über das Konzept von Torvalds’ Betriebssystem statt. Die Kritik Tanenbaums tat der Popularität von Linux jedoch keinen Abbruch. Die freie Lizenz sorgte dafür, dass Linux sich immer schneller verbreitete und auch auf andere Plattformen portiert wurde. Als am 14. März 1994 Linux 1.0 erschien, wurde Torvalds von seiner Universität der Haupthörsaal des Informatik-Fachbereichs für die Präsentation, die auch im finnischen Fernsehen übertragen wurde, zur Verfügung gestellt.

### Das Leben abseits von Linux
Im Herbstsemester 1993 übernahm Linus Torvalds, der mittlerweile Lehrassistent an der Universität Helsinki war, einen schwedischsprachigen Kurs Einführung in die Informatik, an dem die Kindergärtnerin und sechsfache finnische Karatemeisterin Tove Monni teilnahm. Torvalds stellte als Hausaufgabe die Anforderung, seine Studenten sollten ihm eine Mail senden, und ihre Mail enthielt die Einladung zu einem Rendezvous. Seine Mutter schrieb später dazu:

„Sara (seine Schwester) und ich sagten immer, um Linus glücklich zu machen, brauchst du ihn nur in eine Kammer mit einem guten Computer darin zu setzen und ihm ein paar gekochte Nudeln zu essen geben. Um eines allerdings machte ich mir Sorgen, als er größer wurde: Wie um alles in der Welt sollte er auf diese Weise jemals nette Mädchen kennenlernen? […] Er traf Tove, als er Kurse an der Uni gab, und sie ließ ihn ein paar Tage lang sowohl seine Katze als auch seinen Computer vergessen. Man sah sofort, dass letztlich doch die Natur, wie es ihre Gewohnheit ist, den Sieg davon getragen hatte.“

Nach nur wenigen Monaten zog Torvalds bei Tove Monni ein, sein Computer folgte erst zwei Wochen später. Laut eigenen Aussagen ist dies bis heute die längste Periode seines Lebens ohne einen Computer, die Militärzeit nicht eingerechnet. 1995 erhielt Torvalds vom Intel-Forschungslabor in Portland (Oregon) das Angebot, ein sechsmonatiges Praktikum in den USA zu machen. Da er sein Studium aber noch nicht abgeschlossen hatte und auch die Aussicht auf das notwendige Arbeitsvisum eher schlecht aussah, entschied er sich, die Stelle nicht anzunehmen. Tove Monni und er sprachen in der Folge jedoch immer öfter über einen Umzug in die USA.
Als Linus Torvalds im Frühjahr 1996 kurz vor dem Abschluss seines Studiums stand, wurde er von Hans Peter Anvin kontaktiert, der Jahre zuvor die Spendenaktion zur Abbezahlung von Torvalds’ Computer ins Leben gerufen hatte. Anvin arbeitete zu dieser Zeit bei Transmeta und versuchte, Torvalds für das noch junge Unternehmen zu interessieren. Weitere Firmen wie Telia Company, Red Hat und Digital boten ihm Jobs an, aber Torvalds entschied sich für das in Kalifornien liegende Transmeta, dessen Aufgabenstellung ihm am interessantesten erschien.
Ende 1996 verfasste Torvalds an einem verlängerten Wochenende seine Masterarbeit Linux, a portable operating system (dt. Linux, ein portierbares Betriebssystem). Nachdem er die Arbeit bei seinem Professor Martti Tienari abgegeben hatte, fuhr er mit Tove ins Krankenhaus, wo am 5. Dezember 1996 ihre erste Tochter zur Welt kam, Patricia Miranda. In den folgenden Wochen planten sie ihren Umzug nach Kalifornien. Am 22. Januar 1997 heirateten Linus und Tove Torvalds in einer kleinen Zeremonie mit drei Gästen, um die Formalitäten der benötigten Papiere für den Umzug nach Kalifornien zu vereinfachen.

„Ich heiratete die erste Frau, die mich elektronisch aufriss.“

Dass Torvalds nicht zu den emotional empathischen, sensibleren Menschen gehört, hat er des Öfteren gezeigt, nun aber auch öffentlich eingeräumt. In einer E-Mail an die Linux-Kernel-Mailing-List entschuldigte er sich für sein gelegentliches Missverhalten und zeigte viel selbstkritisches Bewusstsein.

### Berufsleben
Am 17. Februar 1997 zog Torvalds zusammen mit seiner Frau Tove nach Santa Clara, wo er seine Arbeit bei Transmeta anfing – die Entwicklung eines x86er Interpreters für deren Prozessoren. Das Unternehmen hatte ihm zugesagt, sich auch während der Arbeitszeit mit Linux beschäftigen zu dürfen, was er auch nutzte. So hatte er unter anderem die Gelegenheit, Steve Jobs und später auch Bill Joy zu treffen, auch wenn deren Meinungen zu Open Source sich von seinen unterschieden.
Am 16. April 1998 bekamen die Torvalds mit Daniela Yolanda eine zweite Tochter. Auch Linux erhielt mehr Auftrieb, als im gleichen Jahr zuerst das Softwareunternehmen Netscape Communications den Quellcode des Netscape Communicators unter einer freien Lizenz veröffentlichte und kurz danach Sun und Adaptec verkündeten, Linux International beizutreten. Schließlich gab auch IBM bekannt, den Open-Source-Webserver Apache auf seinen Servern zu unterstützen. Immer öfter wurde freie Software in der Presse besprochen, woraufhin sich Torvalds im August 1998 als eines der Aushängeschilder dieser Bewegung auf dem Cover des Forbes Magazine wiederfand unter dem Titel Peace, love and software (dt. Friede, Liebe und Software), begleitet von einem kurzen Überblick über die Geschichte von Linux und dem Artikel For the love of hacking.

„So erfreulich diese Entwicklungen auch sein mochten, sie veränderten mein Leben nicht. Wir hatten zwei bezaubernde Kinder zu versorgen. Die meisten meiner Nicht-Familien-Stunden verbrachte ich mit der Pflege von Linux, sowohl zu Hause als auch im Büro.“

1997 hatte Torvalds von den beiden Linux-Unternehmen Red Hat und VA Linux aus Dank Aktienoptionen erhalten. Als am 11. Oktober 1999 Red Hat erfolgreich an die Börse ging, wuchs das Torvaldssche Vermögen über Nacht von 5.000 Dollar auf eine Million. Wenige Monate später hatte VA Linux den erfolgreichsten Börsenstart aller Zeiten. Nach Ablauf der beiden 180-tägigen Sperrfristen besaß die Familie 20 Millionen Dollar und zog aus ihrer Doppelhaushälfte in ein großes komfortables Anwesen. Am 20. November 2000 kam die dritte Tochter, Celeste Amanda, zur Welt.
Im Juni 2003 verließ Linus Torvalds Transmeta und begann seine Arbeit bei Open Source Development Labs (OSDL), einer Non-Profit-Organisation zur Förderung von Linux im Unternehmensbereich. Ein Jahr später zog die Familie in die Nähe von Portland, um näher bei dem in Beaverton (Oregon) ansässigen OSDL zu wohnen. 2007 schloss sich OSDL mit der Free Standards Group zur Linux Foundation zusammen. Torvalds arbeitet dort weiterhin an der Weiterentwicklung des Linux-Kernels.
Laut einem Interview im Jahr 2014 nutzte Torvalds zu dieser Zeit die Linux-Distribution Fedora mit dem GNOME-Desktop und dem ext4-Dateisystem.
Im September 2018 kündigte er an, sich für einige Zeit zurückzunehmen und wegen seiner wiederholten Wutausbrüche an sich zu arbeiten. Jedoch kehrte er am 22. Oktober 2018 wieder zurück und übernahm wieder die Koordination des Kernels, welche er zuvor an Greg Kroah-Hartman abgegeben hatte.
Am 1. August 2022 veröffentlichte Linus Torvalds den Linux-Kernel 5.19 auf einem MacBook Air mit M2 und Asahi Linux, einer speziell für Apple Silicon angepassten Linux-Distribution.

### Andere Softwareprojekte
Git
Am 3. April 2005 startete Torvalds die Entwicklung von Git, um die Quellcodeverwaltung von Linux zu unterstützen. Bereits am 26. Juli 2005 übergab Torvalds die Rolle des Chefentwicklers an Junio Hamano.
Subsurface
Im Herbst 2011 startete Torvalds mit einem Team von anderen Entwicklern die Entwicklung der quelloffenen Tauchlog Software Subsurface. Im Herbst 2012 übergab er die Rolle des Chefentwicklers an Dirk Hohndel.

## Kritik
Torvalds ist „berühmt-berüchtigt für emotionale Ausbrüche“ und seine rauen Umgangsformen. So nannte er im Jahr 2008 einige OpenBSD-Entwickler eine Gruppe „masturbierender Affen“, im Jahr 2017 nannte er Sicherheitsforscher „verfickte Idioten“, behauptete Intel würde „Scheiße verkaufen“ und forderte jemanden auf „sich umzubringen“. Im Jahr 2018 kündigte Torvalds aufgrund seines Verhaltens eine Auszeit an, um „die Gefühle anderer Menschen besser verstehen zu können und angemessen auf sie zu reagieren“.
Bereits im Jahr 2013 wurde Torvalds vom Linux-Entwickler Sage Sharp öffentlich dafür kritisiert, andere zu beschimpfen.
Trotz seiner Auszeit wurde Torvalds im Jahr 2024 erneut einem Google-Entwickler gegenüber ausfällig und bezeichnete u. a. seinen Code als „Müll“. Torvalds wurde vorgeworfen, sein Verhalten würde „eine toxische Umgebung erzeugen, in der sich Frauen, Minderheiten und andere unterrepräsentierte Gruppen nicht willkommen fühlen würden“.

## Auszeichnungen und Anerkennungen
Linus Torvalds erhielt für seine Verdienste um die Entwicklung eines freien Betriebssystems zahlreiche Anerkennungen. So wurde am 11. November 2000 ein 1996 entdeckter Asteroid nach ihm 9793 Torvalds benannt. Ein weiterer, bereits 1994 entdeckter, erhielt den Namen 9885 Linux. 1998 wurde er von Martti Ahtisaari zum Itsenäisyyspäivän vastaanotto eingeladen, dem traditionell zum finnischen Unabhängigkeitstag stattfindenden Ball des Präsidenten für Politiker, hohe Würdenträger und um die Republik verdienstvolle Personen. Die Universität Stockholm ernannte ihn 1999 zu ihrem bis dahin jüngsten Ehrendoktor, ein Jahr später zog die Universität Helsinki nach. Im Sommer 2004 veranstaltete die finnische Rundfunkanstalt Yleisradio unter dem Namen Suuret Suomalaiset eine Wahl der größten Finnen. Das Publikum wählte Torvalds dabei auf Platz 16. Und 2006 listete ihn die Europa-Ausgabe des Time Magazine in der Liste „60 Years of Heroes“ (dt. 60 Jahre Helden) in der Kategorie „Rebellen und Anführer“ auf.

### Weitere Anerkennungen
- 1999: Person des Jahres des PC Magazines[46]
- 2000: Reader’s Digest Europäer des Jahres 2000[47]
- 2008: Aufnahme in die Hall of Fellows des Computer History Museum[48]
- 2012: Aufnahme in die Internet Hall of Fame der Internet Society[49]

### Auszeichnungen
- 1997: Nokia Foundation Award[50]
- 1998: Pioneer Award der EFF[51]
- 1999: Goldene Nica beim Prix Ars Electronica in der Internetkategorie .net[52]
- 2000: Lovelace-Medaille der British Computer Society[53]
- 2001: Takeda Award der japanischen Takeda-Foundation (gemeinsam mit Richard Stallman und Ken Sakamura)[54]
- 2004: Economist Award der britischen Zeitschrift The Economist[55]
- 2007: Erster Empfänger der Chydenius-Medaille[56]
- 2012: Millennium Technology Prize der Millennium Prize Foundation[57][58]
- 2014: Computer Pioneer Award der IEEE Computer Society[59]
- 2018: IEEE Masaru Ibuka Consumer Electronics Award[60]

## Schriften
- Linus Torvalds, David Diamond: Just for Fun – Wie ein Freak die Computerwelt revolutionierte. Carl Hanser Verlag, München 2001, ISBN 3-446-21684-7 (linuxi.de [PDF] englisch: Just for Fun – The story of an accidental revolutionary. Übersetzt von Doris Märtin).